# 7e division blindée (France)
Pour les articles homonymes, voir 7e division.
La 7e division blindée (7e DB) était une division blindée de l'armée de terre française. Ayant combattu pendant la guerre d'Algérie, la division a été active pendant la guerre froide et quelques années après la chute des régimes communistes en Europe, avant d'être dissoute en 1999. Ses traditions ont été reprises par la 7e brigade blindée.

## Histoire

### Formation
La 7e division mécanique rapide est créée en février 1955 sous le commandement du colonel Huet à la suite de l'exercice "Javelot". Son quartier général était à Constance en Allemagne de l'Ouest.
Il s'agissait d'une formation expérimentale de l'armée française, et a servi à tester de nouvelles organisations et tactiques pour le champ de bataille nucléaire. Elle a également testé de nouveaux équipements, étant la première grande unité équipée de blindés Panhard EBR et de chars légers AMX-13.

### Guerre d'Algérie
En avril 1956,, la division est transférée en Algérie toujours sous le commandement du général Robert d'Elissagaray. Elle est placée en Kabylie, en réserve générale à la disposition du général Lorillot. Elle mène des opérations avec la 27e division d'infanterie alpine : opération Basque, puis opération Arquebuse en Kabylie,. Elle est peu à peu transformée en unité de contre-insurrection, majoritairement constituée d'infanterie légère.
Fin 1956, la division est réunie avec ses chars et véhicules blindés pour participer à l'opération Mousquetaire, prise du canal de Suez par les forces franco-britanniques. Le 8e régiment de dragons (chars M47 Patton) renforce les deux régiments interarmes et le régiment d'EBR prévus pour l'opération. Seuls quelques unités débarqueront en Égypte avant le cessez-le-feu. En septembre 1957, la division rejoint le secteur d'Aïn Taya-Maison-Blanche puis passe à la zone Nord Algérois en février 1959 puis la zone Est Constantinois (Tébessa) en août de la même année. La division est rebaptisée en mars 1960, devenant la 7e division légère blindée.

### Retour en France
En septembre 1961, la division est transférée en France métropolitaine,,, établissant son siège à Besançon, faisant partie de 1er corps. Changeant à nouveau de dénomination, l'unité devient la 7e division blindée en 1963, lorsque la 8e brigade d'infanterie motorisée intégra ses rangs[réf. souhaitée]. Dans les années 1970, l'armée française revint à l'idée de petites divisions plus souples, plus dans l'esprit de ce qu'étaient ces unités lors de leur création par Napoléon Ier.
Avec l'adoption de cette nouvelle structure divisionnaire en 1977, la 7e division blindée ancien format a été dissoute et une nouvelle 7e division blindée est constituée. La nouvelle 7e division blindée a continué à être basée à Besançon et est rattachée au 1er corps. Elle est jumelée avec la 65e division militaire territoriale. En 1989, elle disposait de 159 chars AMX-30B2, 32 AMX-30, et de 16 AMX-13-90, les derniers en service dans une grande unité. En juillet, la 7e DB quitte le 1er corps d'armée de Metz pour passer au 3e corps d'armée de Lille.
Elle a été réorganisée le 1er juillet 1999, dans le cadre de la fin de la guerre froide et de la professionnalisation de l'armée française, devenant la 7e brigade blindée, qui a repris les traditions de la 7e blindée.

## Commandants
- 1955 - 1956 : général Robert d'Elissagaray[15]
- 1957 - 1959 : général François Huet[16],[17]
- 1959 - 1960 : général René Lennuyeux (en)[18]
- 1961 : général André Petit (en)[19],[8]
- 1962 - 1964 : général Jacques Beauvallet[20]
- 1977 : général Antoine Gilliot[12]
- 1979 -1981 : général Jean-Paul Lang[21]
- 1981 - 1983 : général Michel Fennedresque[22],[23]
- 1983 -1985 : général Jehan Poudelet[24]
- 1985 - 1987 : général Bernard Dupont de Dinechin[25]
- 1989 : général Christian Quesnot[26]
- 1987 : général Michel Roquejoffre[27]
- 1996 : général Jean Bachelet[28]

## Composition

### Guerre d'Algérie (7edivisionmécanique rapide)
En septembre 1956 :
- 3e régiment de chasseurs d'Afrique (engins blindés de reconnaissance)
- Régiment colonial de chasseurs de chars (régiment interarmes, infanterie et AMX-13)
- 2e régiment de dragons (idem)
- 21e régiment d'infanterie coloniale (idem)
- 57e bataillon du génie
- 72e groupe d'artillerie

En novembre 1956 (opération de Suez) :
- 8e régiment de dragons
- 3e régiment de chasseurs d'Afrique
- 21e régiment d'infanterie coloniale
- 72e groupe d'artillerie

En 1958 :
- Régiment colonial de chasseurs de chars
- 3e régiment de chasseurs d'Afrique
- 12e bataillon d'infanterie
- 231e bataillon d'infanterie
- 117e régiment d'infanterie
- 5e bataillon de tirailleurs algériens
- 457e groupe d'artillerie antiaérienne

### 1963 à 1977 (7edivisionlégère blindée)
- 1er régiment de dragons (1er RD)
- 30e régiment de dragons (30e RD)
- 35e régiment d'infanterie (35e RI)
- 1er régiment d'artillerie (1er RA)
- 153e régiment d'infanterie
- 170e régiment d'infanterie motorisée (170e RIM) ex 7ème RTA
- ALAT groupe d'aviation légère divisionnaire 7 (GALDIV 7)

### 1977 à 1999 (7edivisionblindée)
- 3e régiment de cuirassiers (3e RC)[13]
- 1er régiment de dragons (1er RD)[13]
- 5e régiment de dragons (5e RD)[13]
- 35e régiment d'infanterie (35e RI)[13]
- 170e régiment d'infanterie (170e RI)[13], renommé 1er régiment de tirailleurs en 1994[29]
- (avant 1990[réf. souhaitée]) 30e groupe de chasseurs (30e GC)[13]
- 1er régiment d'artillerie (1er RA)[13]
- (avant 1993[réf. souhaitée]) 60e régiment d'artillerie (60e RA)[13]
- (après 1993) 32e régiment d'artillerie (32e RA)[réf. souhaitée]
- 19e régiment du génie (19e RG)[13]
- 7e régiment de commandement et de soutien (7e RCS)[réf. souhaitée]